# آلمارزا
المرزا (Almarza, Spain) منطقه‌ای مسکونی است قرار گرفته در سریا, کاستیا و لئون، اسپانیا. بر پایهٔ سرشماری سال ۲۰۰۴ (درگاه ملی آمار (اسپانیا)) ۶۰۹ سکنه را دارا می‌باشد.